# Biosphere (album)
Pour les articles homonymes, voir Biosphère (homonymie).
Albums de Loudness
The Pandemonium
(2001) Terror
(2004)
Biosphere est le 17e album studio du groupe japonais Loudness...

## Liste des morceaux
| No  | Titre                | Durée |
| --- | -------------------- | ----- |
| 1.  | Hellrider            |       |
| 2.  | Biosphere            |       |
| 3.  | Savior               |       |
| 4.  | My Precious          |       |
| 5.  | Wind From Tibet      |       |
| 6.  | System Crush         |       |
| 7.  | Night Is Still Young |       |
| 8.  | Shame On You         |       |
| 9.  | Break My Mind        |       |
| 10. | So Beautiful         |       |
| 11. | For You              |       |

## Crédits

### Loudness
- Minoru Niihara - Chants
- Akira Takasaki - Guitare
- Masayoshi Yamashita - Basse
- Munetaka Higuchi - Batterie